# Boris Parsadanjan
Boris Kristapori Parsadanjan (armenisch Բորիս Քրիստափորի Փարսադանյան, russisch Борис Христофорович Парсаданян; * 14. Mai 1925 in Kislowodsk, Sowjetunion; † 14. Mai 1997 in Tallinn) war ein sowjetisch-estnischer Komponist armenischer Herkunft.
Boris Parsadanjan wurde in eine armenische Familie geboren. Er studierte bis 1950 Violine am Gnessin-Institut in Moskau. Parsadanjan siedelte 1953 nach Estland um und studierte dort Komposition bei Heino Eller. Von 1953 bis 1968 arbeitete er am estnischen Radiosymphonieorchester in Tallinn.
Von 1968 bis 1970 war er stellvertretender Chefredakteur des Zentralfernsehens in Moskau und von 1970 bis 1973 Angestellter bei der Kulturabteilung des Zentralkomitees der Kommunistischen Partei Estlands in Tallinn. Von 1973 bis 1975 war Parsadanjan Konsultant des Estnischen Komponistenverbands (Eesti Heliloojata Liit) und von 1975 bis 1986 künstlerischer Leiter der Staatsphilharmonie der Estnischen Sozialistischen Sowjetrepublik.
Daneben komponierte Parsadanjan seit 1949 zahlreiche Musikwerke, darunter elf Symphonien. Seine Arbeiten erinnern an die Musik Dmitri Schostakowitschs, enthalten aber einen spezifisch armenischen Klang. 1973, 1979 und 1982 wurde ihm der Jahrespreis für Musik der Estnischen SSR verliehen.

## Werke (Auswahl)
- David von Sasun (episches Poem für Symphonieorchester, benannt nach dem gleichnamigen armenischen Nationalhelden, 1949)
- Symphonie Nr. 1 (gewidmet den 26 Kommissaren von Baku, 1958)
- Symphonie Nr. 2 (Martiros Sarjan, gewidmet dem gleichnamigen armenischen Maler, 1962)
- Sool, Oper nach einer Erzählung von Isaak Babel (1973)
- Streichquartett (1974)
- Duo-Sonate für Violine und Violoncello (1974)
- Konzert für Flöte und Kammerorchester (1977)
- Symphonie Nr. 6 für Violine und großes Orchester (1978)
- Symphonie Nr. 7 (1980), gewidmet Aram Chatschaturjan[1]
- Symphonie Nr. 8 (Estnische Symphonie, 1982)
- Symphonie Nr. 9 (1985)
- Symphonie Nr. 10 (1986)
- Symphonie Nr. 11 (1987)